# Jekaterina Wjatscheslawowna Smolenzewa
Jekaterina Wjatscheslawowna Smolenzewa (russisch Екатерина Вячеславовна Смоленцева; * 15. September 1981 in Perwouralsk) ist eine russische Eishockeyspielerin, die Stammspielerin und Kapitänin der russischen Nationalmannschaft ist.

## Karriere

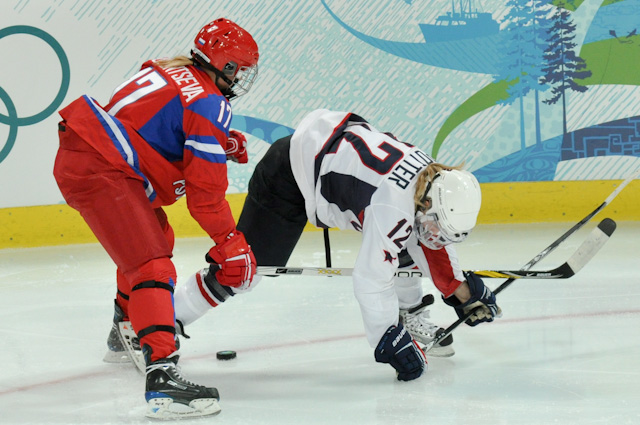
Smolenzewa (links) bei den Olympischen Winterspielen 2010

Smolenzewa absolvierte ein Studium an der Pädagogischen Universität Ural in Jekaterinburg. Auf Klubebene trat Smolenzewa zwischen 2004 und 2014 für Tornado Moskowskaja Oblast an, nachdem sie zuvor auch für Spartak-Merkuri Jekaterinburg gespielt hatte. Mit Jekaterinburg wurde sie im Jahr 2000 Russischer Meister und in den drei Folgejahren Vizemeister.
Mit Tornado gewann sie sechs weitere russische Meistertitel – 2000, 2006, 2007, 2009, 2013 und 2015.
In der Saison 2010/11 spielte sie für SKIF Nischni Nowgorod und belegte mit SKIF den zweiten Platz beim IIHF European Women Champions Cup 2010/11.

### International
Seit 2002 ist sie Stammspielerin der russischen Nationalmannschaft und nahm mit dieser an vier Olympischen Eishockeyturnieren teil. Die beste Platzierung erreichte das Nationalteam 2002 mit dem fünften Platz. Zudem gewann sie drei Bronzemedaillen bei Weltmeisterschaften.
Wegen Dopings bei den Olympischen Spielen 2014 wurde sie 2017 vom IOC lebenslänglich gesperrt.

## Erfolge und Auszeichnungen
- Russischer Meister: 2000, 2006, 2007, 2009, 2013
- Gewinn des European Women Champions Cup 2010 und 2013
- 2014 Gewinn des European Women Champions Cup

### International
- 2001 Bronzemedaille bei der Weltmeisterschaft
- 2013 Bronzemedaille bei der Weltmeisterschaft
- 2016 Bronzemedaille bei der Weltmeisterschaft

## Karrierestatistik
(Legende zur Spielerstatistik: Sp oder GP = absolvierte Spiele; T oder G = erzielte Tore; V oder A = erzielte Assists; Pkt oder Pts = erzielte Scorerpunkte; SM oder PIM = erhaltene Strafminuten; +/− = Plus/Minus-Bilanz; PP = erzielte Überzahltore; SH = erzielte Unterzahltore; GW = erzielte Siegtore; 1 Play-downs/Relegation; Kursiv: Statistik nicht vollständig)